# ضغط مجرى الهواء الإيجابي المستمر
جهاز ضغط مجرى الهواء الإيجابي المستمر (CPAP) هو شكل من أجهزة التنفس ذات ضغط مجرى الهواء الإيجابي، تُطبّق ضغط هوائي معتدل بشكل مستمر. يُبقي المسالك الهوائية مفتوحة باستمرار في الأشخاص القادرين على التنفس من تلقاء أنفسهم ولكنهم بحاجة للمساعدة في الحفاظ على مجرى الهواء دون عائق. بديلٌ لجهاز ضغط نهاية الزفير الإيجابي (PEEP). تفتح كلا الطريقتين الحويصلات الهوائية للرئتين، فتتيحان المزيد من مساحة سطح الرئة لعملية التهوية. يشير جهاز ضغط نهاية الزفير الإيجابي إلى الأجهزة التي تفرض ضغطًا إيجابيًا فقط في نهاية الزفير، بينما يُطبّق جهاز ضغط مجرى الهواء الإيجابي المستمر ضغطًا إيجابيًا مستمرًا في مجرى الهواء طوال دورة التنفس. لذا، فإن جهاز التنفس الصناعي نفسه لا يعمل في أثناء عمل جهاز ضغط مجرى الهواء الإيجابي المستمر، ولا يُوفَّر ضغطًا إضافيًا فوق مستوى الجهاز السابق، ويجب على المرضى بدء كل أنفاسهم عند استخدامه مقارنة بجهاز التنفس الصناعي.

## الاستخدامات
يُستخدم عادةً جهاز ضغط مجرى الهواء الإيجابي المستمر في الأشخاص الذين يعانون من مشاكل في التنفس، مثل توقف التنفس في أثناء النوم. يمكن استخدامه أيضًا لعلاج الأطفال الخُدّج الذين لم تتطور رئتهم بشكل كامل بعد. على سبيل المثال، يمكن أن يستخدمه الأطباء عند الرضع المصابين بمتلازمة الضائقة التنفسية. يترافق مع انخفاض نسبة حدوث خلل التنسّج القصبي الرئوي. في بعض الخدج الذين لم تتطور رئتهم بشكل كامل، يحسن الجهاز من البقاء ويقلل من الحاجة إلى العلاج الستيرويدي لرئتيهم. في البيئات المحدودة الموارد، يحسِّن من معدل التنفس والبقاء عند الأطفال المصابين بمرض رئوي بدئي، وجد الباحثون أنّه يمكن للممرضات بدء وإدارة رعاية المريض مع إشراف مرة أو مرتين يوميًا من قبل الأطباء في أثناء جولاتهم.

## الآلية
يستخدم العلاج بضغط مجرى الهواء الإيجابي المستمر آلات مصممة خصيصًا لتوفير تدفق ضغط مستمر. تحتوي بعض الآلات أيضًا على ميزات أخرى، مثل أجهزة الترطيب الدافئ. يعَد ضغط مجرى الهواء الإيجابي المستمر العلاج الأكثر فعالية لانقطاع التنفس الانسدادي النومي، إذ يمنع الضغط الخفيف من الجهاز من انغلاق أو انسداد مجرى الهواء.

## التوصيل
على الرغم من أن أكثر طرق العلاج شيوعًا لتوصيل جهاز ضغط مجرى الهواء الإيجابي المستمر عبر قناع أنفي، هناك أنظمة أخرى لتوصيله لدى البالغين والأطفال. يستخدم جهاز ضغط مجرى الهواء الإيجابي المستمر الأنفي في كثير من الأحيان عند الرضع، على الرغم من أن استخدامه مثير للجدل. أظهرت الدراسات أن الجهاز الأنفي يقلل من وقت التنفس الصناعي ولكن شوهدت زيادة في حدوث استرواح الصدر. غالبًا ما تستخدم الأقنعة الفموية والأقنعة الأنفية الفموية عندما يشكل احتقان الأنف أو انسداده مشكلة. توجد أيضًا أجهزة تجمع بين الضغط الأنفي وأجهزة تقدم الفك السفلي (MAD).

## المضاعفات
يمكن أن يحدث ابتلاع الهواء إلى المعدة.

## الإعدادات والقياسات
- ضغط مجرى الهواء الإيجابي المستمر:

هو الضغط المُطبّق دون توقف أو انتهاء في المجرى الهوائي. عمومًا، يُستخدم التدفق لتوليد الضغط.
- ضغط نهاية الزفير الإيجابي:

هو الضغط في الرئتين (الضغط السنخي) فوق مستوى الضغط الجوي (الضغط خارج الجسم) الموجود في نهاية الزفير.
- المِدراج:

آلية موجودة على العديد من الأجهزة وتسمح للمستخدم بتقليل الضغط إلى أدنى ضبط والزيادة التدريجية إلى الضغط المحدد. ما يسمح للمستخدم بالنوم مع وجود ضغط في المجرى الهوائي ضمن بيئة مريحة أكثر.
- ضغط الأكسجين الجزئي (FiO2):

نسبة O2 الجزئية، أي جزء الأكسجين المُستنشق والمُضاف إلى الهواء المُدخَل.